# Microdytes cameroni
Microdytes cameroni är en skalbaggsart som beskrevs av K. B. Miller och Wewalka 2010. Microdytes cameroni ingår i släktet Microdytes och familjen dykare. Inga underarter finns listade i Catalogue of Life.